# Pavao de Gratiis
Pavao de Gratiis (tal. Paolo de Gratiis, r. ? - Ston, 1652.), hrvatski katolički biskup. 

9. srpnja 1635. godine papa Urban VIII. imenovao ga je za biskupa Stonske biskupije. Zamijenio je na mjestu biskupa Ludovika Džamanjića. Biskupiju je vodio do smrti. 

Poslije Pavla biskup je bio Karlo Giuliani.